# Nefrolitotomía percutánea
La nefrolitotomía percutánea es un procedimiento quirúrgico que se utiliza para extraer los cálculos renales del cuerpo, cuando no se pueden eliminar por sí solos. En este procedimiento se introduce un endoscopio a través de una pequeña incisión en la espalda. La nefrolitotomía percutánea se utiliza con más frecuencia para los cálculos más grandes, o en casos donde otros procedimientos como la litotricia por ondas de choque o la ureteroscopia no son exitosos o no son una posibilidad.

## Indicaciones[2]

### Indicaciones más frecuentes
- Cálculo > 2cm
- Cálculos Múltiples > 1cm
- Cálculo Ureteral Proximal > 1cm

### Indicaciones más complejas
- Cálculo del polo inferior > 1cm
- Cálculos refractarios a otros tratamientos
- Cálculos en divertículo calicial
- Cálculo de oxalato de calcio monohidrato
- Cálculos de cistina

## Contraindicaciones[2]
- Infección activa: puede provocar una sepsis aguda durante o después del procedimiento
- Coagulopatía: debe corregirse antes de la cirugía, ya que la hemorragia es un riesgo bien conocido para el procedimiento
- Embarazo: el procedimiento no es seguro para el embarazo y se deben considerar medidas temporales como la colocación de un stent o un tubo de nefrostomía hasta el período posterior al parto
- Acceso inseguro: si el acceso es sospechoso de dañar o perforar los órganos circundantes no se debe realizar el procedimiento

## Consideraciones anatómicas[2]
Los accesos y el sitio de incisión se basan en el mejor acceso al sistema de recolección renal, el acceso debe ser a través del parénquima del riñón en un cáliz, no se debe utilizar un acceso que sea a través de la pelvis renal.
Generalmente, el acceso es a través de un cáliz de polo inferior o medio, de vez en cuando se necesita acceso al polo superior debido a la anatomía y la localización de la litiasis, existe un mayor riesgo de perforar el diafragma causando un neumotórax o hidrotórax en estos casos.

## Procedimiento[3]

### Preparación Preoperatoria
- Examen físico, electrocardiograma, hemograma, tiempos de coagulación, química sanguínea, análisis y cultivo de orina
- Evitar ciertos medicamentos como: aspirina, ibuprofeno, vitamina E, clopidogrel, diclofenaco, ticlopidina, enoxaparina, al menos 7-10 días antes de la cirugía ya que pueden alterar la función plaquetaria o la capacidad de coagulación de su cuerpo y, por lo tanto, pueden contribuir a un sangrado no deseado durante la cirugía

### Preparación Operatoria
La cirugía se realiza bajo anestesia general con el paciente en decúbito prono, una vez que se administra la anestesia, su cirujano realizará una cistoscopía e inculcará una radiografía o dióxido de carbono en su riñón a través de un pequeño catéter colocado a través del uréter o el tubo de drenaje del riñón afectado para "mapear" las ramas del sistema colector, esto le permite al cirujano ubicar con precisión el cálculo dentro del riñón y colocar una pequeña aguja a través de la piel con guía de rayos X para acceder directamente al cálculo.
Este tracto de la aguja se dilata a aproximadamente 1 cm para permitir la colocación de una funda de plástico y un telescopio para visualizar directamente el cálculo, usando un dispositivo de litotricia ultrasónica, mecánica o láser, el cálculo se fragmenta en pequeños pedazos y se extrae del cuerpo a través de la vaina, en ocasiones, se puede requerir más de un tramo para acceder e intentar quitar todos los cálculos.
Se puede dejar una pequeña endoprótesis ureteral que drena el riñón a la vejiga además de un tubo de nefrostomía que drena el riñón a una bolsa de drenaje externa al final de la operación, la duración de la cirugía es generalmente de 3 a 4 horas.                    

### Cuidados postoperatorios[4]
- Dolor postoperatorio: es común en los primeros días, pero controlado con analgésicos
- Tubo de nefrostomía: drena la orina directamente de su riñón a una bolsa de drenaje
- Stent ureteral: es un pequeño tubo interno de plástico flexible que se coloca para promover el drenaje del riñón hasta la vejiga
- Catéter urinario: se coloca un catéter vesical llamado foley en la sala de operaciones  y se deja en su lugar durante aproximadamente un día después de la cirugía
- Dieta: su dieta avanzará lentamente de líquidos a alimentos sólidos según lo tolerado durante los dos primeros días posteriores a la cirugía
- Actividad física: la noche de la cirugía es muy importante levantarse de la cama y comenzar a caminar con la supervisión de su enfermera o miembro de la familia para ayudar a prevenir la formación de coágulos de sangre en la pierna
- Estancia hospitalaria: la duración para la mayoría de los pacientes es de aproximadamente uno a dos días
- Estreñimiento: puede experimentar intestinos lentos durante varios días o varias semanas después de la cirugía

## Complicaciones[5]
- Hemorragia
- Extravasación
- Sepsis
- Perforación colónica
- Lesión vascular